# Яблоново (Валецький повіт)
Яблоново (пол. Jabłonowo) — село в Польщі, у гміні Мірославець Валецького повіту Західнопоморського воєводства.
Населення — 406 осіб (2011).
У 1975-1998 роках село належало до Пільського воєводства.

## Демографія
Демографічна структура станом на 31 березня 2011 року:
|          | Загалом | Допрацездатний вік | Працездатний вік | Постпрацездатний вік |
| -------- | ------- | ------------------ | ---------------- | -------------------- |
| Чоловіки | 191     | 44                 | 134              | 13                   |
| Жінки    | 215     | 55                 | 114              | 46                   |
| Разом    | 406     | 99                 | 248              | 59                   |